# Turkivka, Prîlukî
Turkivka (în ucraineană Турківка) este un sat în comuna Bohdanivka din raionul Prîlukî, regiunea Cernihiv, Ucraina.

## Demografie
Componența lingvistică a localității Turkivka
     Ucraineană (100%)
Conform recensământului din 2001, toată populația localității Turkivka era vorbitoare de ucraineană (100%).